# James Mirrlees
Sir James Alexander Mirrlees FRSE FBA (5. července 1936 Minnigaff – 29. srpna 2018 Cambridge) byl skotský ekonom, který v roce 1996 spolu s Williamem Vickreym získal Nobelovu pamětní cenu za ekonomii za „zásadní příspěvek k ekonomické teorii stimulů v podmínkách asymetrických informací“. V roce 1998 byl pasován na rytíře. Přednášel na Oxfordské univerzitě i na Cambridgeské univerzitě.